# ناصر الخرافی
ناصر الخرافی (به عربی: ناصر الخرافي) (زاده ۱۷ ژوئن ۱۹۴۳ – درگذشته ۱۷ آوریل ۲۰۱۱) کارآفرین، بازرگان و مدیر ارشد اجرایی کویتی بود که با مشارکت پدرش، گروه خرافی را در کویت تأسیس کرد. وی سال‌ها مدیرعاملی این شرکت را برعهده داشت. الخرافی در سال ۲۰۱۱ پیش از درگذشتش، دارایی خالصی معادل ۱۱٫۵ میلیارد دلار داشت و از سال ۲۰۰۶ نیز به‌عنوان دومین فرد ثروتمند خاورمیانه و جهان عرب شناخته می‌شد. وی ۲۸ فروردین ۱۳۹۰ (۱۷ آوریل ۲۰۱۱) در سن ۶۷ سالگی بر اثر ایست قلبی درگذشت.